# Umm Salama
Umm Salama Hind bint Abi Umayya (în arabă:أُمّ سَلَمَة هِنْد بِنْت أَبِي أُمَيَّة; n. 596 d.Hr., Mecca, Provincia Mecca, Arabia Saudită – d. 681 d.Hr., Medina, Califatul Omeiad) a fost una dintre soțiile profetului Mahomed.

## Biografie
Hind, fiica lui Suhayl – cunoscut și sub numele de Abu Umayyah – s-a născut în anul 28 înainte de Hijra, (anul 569 e.n.). Data morții nu este certă, fiind vehiculate mai multe variante, printre cele mai probabile numarându-se anii 59 sau 64 după calendarul Islamic. Se pare ca varianta cea mai acceptată este cea din urmă, întrucât Umm Salama era încă în viață cand a avut loc martiriul Imamului Hussein. În ceea ce privește vârsta acesteia, fiul ei, Salama, susține că ar fi ajuns la 84 de ani. Se spune că Umm Salama a fost cea mai longevivă dintre soțiile Profetului. Umm Salama este înmormântată alături de mai multe rude și însoțitori ai Profetului in Cimitirul Baqi’, situat lângă Moscheea Profetului din Medina.
Înainte de a deveni soția Profetului, Umm Salama a fost căsătorită cu Abu Salama (Abdallah b. Abd Al-Asad b. Hilal), alături de care a avut 4 copii: Zaynab bint Abi Salama, Salama (de unde vine kunya, Umm Salama însemnând „mama lui Salama”), Umar și Durrah. Umm Salama si Abu Salama au migrat in Etiopia (Abyssinia). Toate narațiunile privitoare la mesagerii quraișiți ajunși în Abyssinia, dar și discuțiile lor cu Ja’far ibn Abu Taleb in prezența regelui din Nagash au fost relalate de Umm Salama. Ulterior, s-a întors la Mecca alături de soțul său, Abu Salama, și de acolo a plecat spre Medina, fiind prima dintre femeile tribului Qurayș care a facut asta. Familia soțului nu a îngăduit plecarea lui, iar din acest motiv Umm Salama a emigrat singură, lăsându-și soțul și copiii în urmă. Se spune că a stat și a plâns timp de un an într-un loc numit Abtah.
În anul 4 după calendarul Islamic, Abu Salama moare din cauza unei răni care i se redeschide în urma bătăliei de la Uhud. După moartea soțului, Umm Salama se va căsători cu Profetul. Se spune că după trecerea perioadei de eddah (perioada imediat urmatoare decesului soțului, timp în care unei văduve îi este interzis sa se recăsătoarească), atât Abu Bakr, cât și Umar i-ar fi cerut mâna, însă ea i-ar fi refuzat. Umm Salama l-ar fi refuzat pe însuși Muhammad, invocând ca argumente vârsta ei înaintată, existența copiilor ei, dar și a geloziei, însă Profetul i-ar fi răspuns că el este mai în vârstă decât ea, iar gelozia i-o va înlătura Dumnezeu; cât despre copiii lui Umm Salama, ei ar fi responsabilitatea lui Dumnezeu și a Profetului său. Acest răspuns a mulțumit-o pe Umm Salama, care astfel a acceptat să devină soția lui Muhammad.

## Importanța lui Umm Salama în cadrul societății islamice
Umm Salama este considerată una dintre cele mai importante soții ale Profetului. Conform tradiției islamice șiite, Umm Salama ar fi a doua cea mai importantă soție a Profetului, după Khadija. Există, însă, un consens în ceea ce-i privește rolul în cadrul societății islamice, dar si a Islamului ca religie în sine: de numele ei se leagă relatarea a numeroase hadith-uri. După unii istorici, ea ar fi povestit în jur de 370, sau 378 de hadith-uri, dar conform altor surse, numărul tradițiilor relatate de Umm Salama ar ajunge la 100-150. Umm Salama și Aisha au povestit cele mai multe hadith-uri profetice. Pe lângă rolul pe care l-au jucat în propagarea tradițiilor profetice, ele au fost consultate și în privința a numeroase chestiuni juridice, dar și în probleme sociale ce necesitau aplicarea sunnei (tradiției profetice).
Cele mai multe hadith-uri relatate de Umm Salama sunt legate de săvârșirea abluțiunii, de îndeplinirea rugăciunilor zilnice, de tradiția căsătoriei sau de soluționarea unor procese.
Se spune că Umm Salama era considerată o persoană de încredere în cadrul societății islamice timpurii, astfel încât oamenii apelau la ea în diverse chestiuni ce țineau mai ales de îndeplinirea obligațiilor religioase (rugăciuni, pelerinaj etc).
Importanța lui Umm Salama a fost consacrată și prin prisma celor două hegire (emigrări/strămutări) pe care le-a săvârșit: prima, în Etiopia, și a doua, la Medina. De asemenea, ea ar fi luat parte la mai multe lupte, printre care cea de la Mesri’ (anul 6 h.), Khaybar (anul 7 h.), Hudaybiyah, Khandaq (anul 5 h.), dar și la cucerirea Meccăi (anul 8 h). Se spune că aducea omagii martirilor bătăliei de la Uhud (în urma căreia a murit și primul ei soț, Abu Salama) de fiecare dată când trecea prin acea zona. 
Printre narațiunile profetice care ne-au parvenit datorită lui Umm Salama se numără revelația versului purificării si hadith-ului mantiei (hadith al-kisa).
Umm Salama a avut un rol de seama în rândul familiei Profetului nu doar prin prisma statutului său, de mamă a credincioșilor, statut pe care l-a primit în urma căsătoriei cu Profetul, dar și prin faptul că Umm Salama a contribuit la creșterea fiicei lui Muhammad, Fatima. De asemenea, se relatează și implicarea lui Umm Salama în viața politică a comunității islamice. Mai cu seamă, se spune că Umm Salama i-ar fi fost sfeșnic lui Othman ibn Affan, cel de-al treilea calif bine-călăuzit, și ar fi susținut dreptul lui Ali de a deveni liderul statului Islamic, după moartea lui Othman. Umm Salama l-ar fi susținut pe Ali și în cadrul confruntării cu Aisha, confruntare cunoscută sub numele de „bătălia camilei”.
De asemenea, se spune că Profetul i-ar fi dăruit lui Umm Salama o sticlă ce conținea nisip alb, și i-ar fi spus: „îngerul Gabriel mi-a spus că oamenii mei îl vor ucide pe Hussein. Când acest nisip se va face sângeriu, să știi că Hussein a fost omorât”. Umm Salama ar fi păstrat sticla, pe care o verifica la intervale regulate. Atunci când a vazut că nisipul devenise sângeriu, a început să-l jelească pe Hussein. Se spune că, la aflarea veștii, femeile din Medina începuseră să plângă ca niciodată până atunci.

## Preocuparea pentru egalitatea între sexe în Islam
De numele lui Hind Umm Salama se leagă și o întâmplare ce ar putea fi catalogată, în termeni moderni, drept feministă. După cum relateaza Barnary Rogerson: „...o chestiune atribuită lui Umm Salama ține de egalitatea între sexe în cadrul societății musulmane. Umm Salama l-ar fi întrebat  într-o zi pe Profet: „de ce nu sunt menționate femeile nicăieri în Coran?” – după această întrebare, a fost revelată sura 35, în care se specifică faptul că textul coranic se adresează ambelor sexe: „moslemii și moslemele, cei credincioși și cele credincioase”. De altfel, se spune că Umm Salama l-ar fi întrebat pe Profet și de ce femeilor nu li se cuvine o moștenire întreagă, ci doar o jumătate, intuind că răspunsul ar fi legat de faptul că doar bărbații participau la război.